# Hagsjön (Alingsås socken, Västergötland)
Hagsjön är en sjö i Alingsås kommun i Västergötland och ingår i Göta älvs huvudavrinningsområde.